# Santa Maria (Teksas)
Santa Maria je naseljeno mjesto za statističke potrebe u američkoj saveznoj državi Teksas. Prema popisu stanovništva iz 2010. u njemu je živjelo 733 stanovnika.